# Angus McSix
Angus McSix ist eine internationale Power-Metal-Band, die vom Schweizer Sänger Thomas Winkler und vom deutschen Produzenten, Sänger und Gitarristen Sebastian „Seeb“ Levermann gegründet wurde. Das erste Album Angus McSix and the Sword of Power wurde am 21. April 2023 durch Napalm Records veröffentlicht. Die Bandmitglieder verkörpern je eine Figur der Konzeptgeschichte, die mit diesem Album erzählt wird.

## Geschichte
Angus McSix entstand im August 2021 nach der Trennung von ex-Gloryhammer-Frontmann Thomas Winkler und seinen Mitmusikern. Der Kopf der deutschen Band Orden Ogan, Sebastian „Seeb“ Levermann, kontaktierte Winkler mit der Idee, eine neue Power-Metal-Supergroup zu bilden. Als Bandname schlug er ihm Angus McSix vor, in Anlehnung an den von Winkler bisher verkörperten Bühnencharakter Angus McFife. Der Name offenbart wohl die Fortsetzung von Winklers früherer Bühnenfigur, weist aber auch mit einem Wortspiel in den Texten der Band darauf hin, dass der Charakter ein Upgrade erhalten hat und fortan als mächtigere Version seiner selbst fortbestehen wird. Zur Umsetzung der Geschichte und Komplettierung der Band fragten die beiden Gründer einerseits die italienische Gitarristin Thalia Bellazecca (ex-Frozen Crown) und andererseits Manu Lotter an, den ehemaligen Schlagzeuger der Band Rhapsody of Fire.
Das Quartett nahm im Verlauf des Jahrs 2022 die von Winkler und Levermann geschriebenen Songs in den Greenman Studios auf und traf sich in Serbien, wo es zwei Musikvideos zu ihren ersten beiden Single-Auskopplungen Master of the Universe und Sixcalibur produzierte. Die erste Single Master of the Universe wird dabei von vielen Fans als Seitenhieb auf Winklers ehemalige Band verstanden, welche diesen nach zehn Jahren per E-Mail aus der Band ausgeschlossen hatte. Winklers Aussage nach, geschah dies ohne Vorankündigung.
Am 21. April 2023 erschien das Debüt-Album von Angus McSix unter dem Label Napalm Records, das den Titel Angus McSix and the Sword of Power trägt. Dieser bezieht sich auf den Inhalt der Liedtexte, die die Geschichte des erfundenen schottischen Kronprinzen Angus McFife fortführt, nachdem dieser am Ende des zuletzt von Winkler eingesungenen Gloryhammer-Albums den Heldentod gestorben war und nun  als stärkere Version seiner selbst mit dem Namen Angus McSix aus dem Totenreich zurückkehrt. Das Album erreichte Platz zehn der deutschen Albumcharts, Platz 16 der Schweizer Albumcharts und Platz 26 der österreichischen Albumcharts und gilt damit als erfolgreichstes Debüt einer Power-Metal-Band in diesen Ländern.

## Musikstil

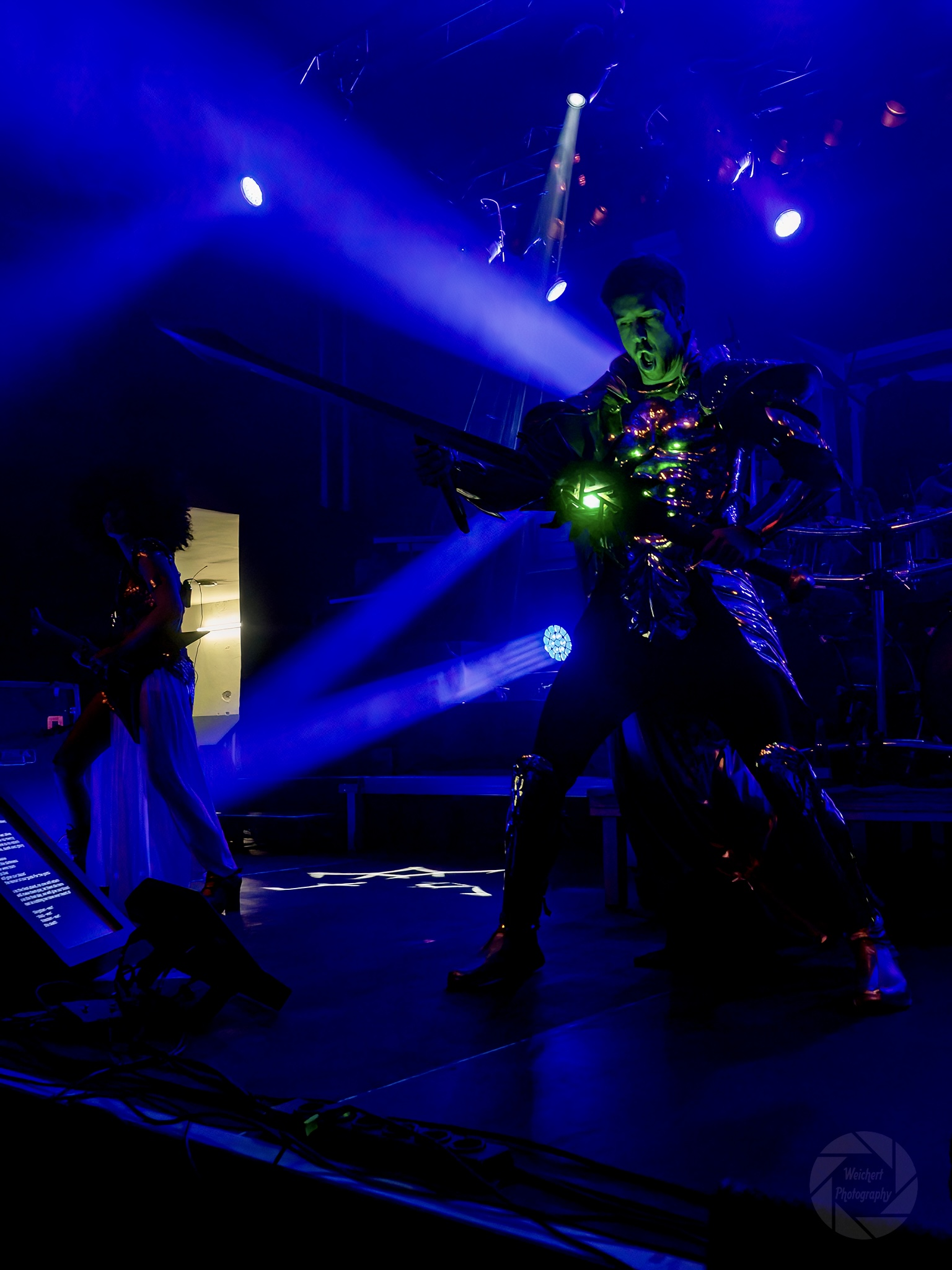
Angus McSix mit Sixcalibur

Der Stil von Angus McSix ist sowohl durch den Power Metal der späten 1990er Jahre wie auch moderne Disco-Elemente beeinflusst. Andere sehen in ihrer Musik Parallelen zu Sonata Arctica oder Blind Guardian. Der Gesang ist kräftig, facettenreich und klar und wird von Rezensenten als wegweisend für das Genre bezeichnet und mit Rob Halford oder Ronnie James Dio verglichen. Der Aufbau der Songs hat meist klassische Strophenform.

## Diskografie

### Studioalben
| Jahr | Titel Musiklabel                                  | Höchstplatzierung, Gesamtwochen, AuszeichnungChartplatzierungen (Jahr, Titel, Musiklabel, Platzierungen, Wochen, Auszeichnungen, Anmerkungen) | Höchstplatzierung, Gesamtwochen, AuszeichnungChartplatzierungen (Jahr, Titel, Musiklabel, Platzierungen, Wochen, Auszeichnungen, Anmerkungen) | Höchstplatzierung, Gesamtwochen, AuszeichnungChartplatzierungen (Jahr, Titel, Musiklabel, Platzierungen, Wochen, Auszeichnungen, Anmerkungen) | Anmerkungen                          |
| Jahr | Titel Musiklabel                                  | DE | AT | CH | Anmerkungen                          |
| ---- | ------------------------------------------------- | --- | --- | --- | ------------------------------------ |
| 2023 | Angus McSix and the Sword of Power Napalm Records | DE10 (1 Wo.)DE | AT26 (1 Wo.)AT | CH16 (1 Wo.)CH | Erstveröffentlichung: 21. April 2023 |

### Musikvideos
- 2023: Master of the Universe
- 2023: Sixcalibur
- 2023: Laser-Shooting Dinosaur
- 2023: Ride to Hell